# آل سینتس، آنتیگوا و باربودا
آل سینتس (به انگلیسی: All Saints) شهری در کشور آنتیگوا و باربودا است که جمعیت آن در سرشماری سال ۲۰۱۲ میلادی، ۵٬۱۲۵ نفر بوده‌است.